# Białokrowiak gorzki

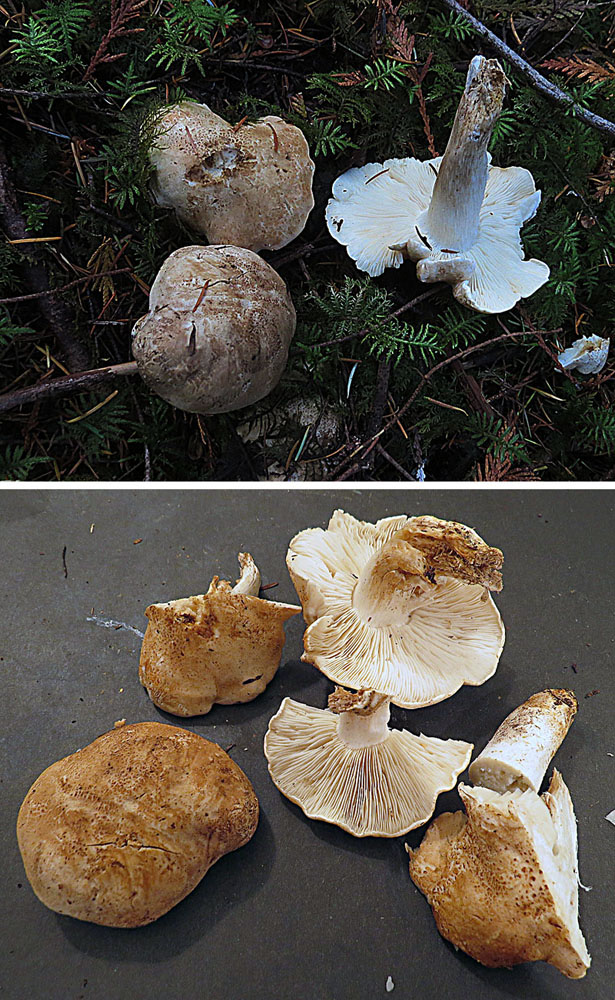

Białokrowiak gorzki (Leucopaxillus gentianeus (Quél.) Kotl.) – gatunek grzybów należący do rzędu pieczarkowców (Agaricales).

## Systematyka i nazewnictwo
Pozycja w klasyfikacji według Index Fungorum: Leucopaxillus, Tricholomataceae, Agaricales, Agaricomycetidae, Agaricomycetes, Agaricomycotina, Basidiomycota, Fungi.
Po raz pierwszy zdiagnozował go Lucien Quélet w 1873 r. nadając mu nazwę Clitocybe gentianea. Obecną, uznaną przez Index Fungorum nazwę nadał František Kotlaba w 1966 r.
Nazwę polską nadali Barbara Gumińska i  Władysław Wojewoda w 1983 r.

## Występowanie i siedlisko
Znane jest występowanie białokrowiaka gorzkiego w Ameryce Północnej i Środkowej, Europie i Republice Południowej Afryki. Władysław Wojewoda w zestawieniu wielkoowocnikowych grzybów podstawkowych Polski przytacza 10 stanowisk z uwagą, że rozprzestrzenienie i stopień zagrożenia tego gatunku nie są znane. 
W Polsce notowany był w lasach mieszanych, na ziemi. Owocniki od sierpnia do października.

## Morfologia
Kapelusz
O szerokości 5–11 cm, początkowo wypukły, potem rozszerzający się do płasko wypukłego, czasami z szerokim garbkiem. Brzeg początkowo podwinięty, potem wygięty, od gładkiego do wyraźnie żłobionego. Powierzchnia gładka, sucha, matowa, czerwonawobrązowa do cynamonowobrązowej, brzeg jaśniejszy.
Blaszki
Gęste, zbiegające ząbkiem, wąskie, początkowo białe, potem kremowe.
Trzon
Wysokość 4–8 cm, szerokość 1–2,5 cm, równy lub zwężający się ku powiększonej podstawie. Powierzchnia biała, gładka, czasami z brązowawymi plamami u podstawy.  Podstawa z gęstą, białą grzybnią. Po uciśnięciu ciemnieje.
Miąższ
Gruby, biały. Smak gorzki, zapach zwykle nieprzyjemny.
Cechy mikroskopowe
Wysyp zarodników biały. Zarodniki o kształcie od szeroko elipsoidalnego do prawie kulistego, 4–6 × 3–4 µm, kolczaste z kolcami o wysokości poniżej 0,5 µm, amyloidalne. Trama blaszek mniej więcej równoległa. Podstawki 4-sterygowe. Pleurocystyd brak. Cheilocystydy 20–40 × 1–4 µm; cylindryczne, wygięte, wrzecionowate lub lekko nieregularne, bezbarwne i gładkie. Strzępki w skórce  żółtawe lub brązowe w KOH, ich strzępki o szerokości 5–7,5 µm ze sprzążkami, gładkie lub inkrustowane brązowym pigmentem; komórki końcowe cylindryczne z zaokrąglonymi wierzchołkami.

## Gatunki podobne
Młode owocniki białokrowiaka gorzkiego można łatwo odróżnić od innych gatunków tego rodzaju na podstawie koloru kapelusza, który jest ciemnobrązowy – ale starsze, wyblakłe okazy mogą być mniej lub bardziej nie do odróżnienia od innych grzybów rodzaju Leucopaxillus. Początkujący mogą pomylić nawet młode okazy z różnymi powierzchownie podobnymi grzybami z rodzajów Russula (gołąbek) i Tricholoma (gąska). Mikroskopowo białokrowiak gorzki odróżnia się wymiarami zarodników i występowaniem inkrustujących brązowych pigmentów na strzępkach skórki.